# Roger Ebert
Roger Joseph Ebert (n. 18 iunie 1942, Urbana, statul Illinois - d. 4 aprilie 2013) a fost un critic de film și scenarist nominalizat la premiile Emmy. A scris pentru ziarul Chicago Sun-Times din 1967 până la moartea sa,  devenind unul dintre cei mai influenți critici de film americani.
În 1975, a devenit primul critic de film care a câștigat un Premiu Pulitzer pentru critică. În 2010, editorialele sale erau preluate de alte 200 de publicații din Statele Unite ale Americii și din întreaga lume. A publicat peste 20 de cărți și zeci de antologii de recenzii. S-a îmbolnăvit de cancer, fiind operat de mai multe ori din cauza complicațiilor apărute. După o suferință de 11 ani, a murit la 4 aprilie 2013, decesul său stârnind numeroase reacții publice.

## Operă
Ebert a început să publice o listă al "celui/celor mai bun(e) film(e) al(e) anului" din cinematografia americană odată cu Bonnie and Clyde (1967), indicând prin aceasta gustul să artistic. Astfel, an de an, începând cu 1967 pînă în 2012, preferințele sale pentru cel mai bun fil american al anului sunt listate mai jos.
- 1967:  Bonnie and Clyde
- 1968:  The Battle of Algiers
- 1969:  Z
- 1970:  Five Easy Pieces
- 1971:  The Last Picture Show
- 1972:  The Godfather
- 1973:  Cries and Whispers
- 1974:  Scenes from a Marriage
- 1975:  Nashville
- 1976:  Small Change
- 1977:  3 Women
- 1978:  An Unmarried Woman
- 1979:  Apocalypse Now
- 1980:  The Black Stallion
- 1981:  My Dinner with Andre
- 1982:  Sophie's Choice
- 1983:  The Right Stuff
- 1984:  Amadeus
- 1985:  The Color Purple
- 1986:  Platoon
- 1987:  House of Games
- 1988:  Mississippi Burning
- 1989:  Do the Right Thing
- 1990:  Goodfellas
- 1991:  JFK
- 1992:  Malcolm X
- 1993:  Schindler's List
- 1994:  Hoop Dreams
- 1995:  Leaving Las Vegas
- 1996:  Fargo
- 1997:  Eve's Bayou
- 1998:  Dark City
- 1999:  Being John Malkovich
- 2000:  Almost Famous
- 2001:  Monster's Ball
- 2002:  Minority Report
- 2003:  Monster
- 2004:  Million Dollar Baby
- 2005:  Crash
- 2006:  Pan's Labyrinth
- 2007:  Juno
- 2008:  Synecdoche, New York
- 2009:  The Hurt Locker
- 2010:  The Social Network
- 2011:  A Separation
- 2012:  Argo

Uneori, Ebert și-a revăzut propriile sale opinii. Astfel, după plasarea inițială a filmului E.T. Extraterestrul pe al treilea loc pe lista sa din anul 1982, a considerat că filmul de fapt este mai valoros, pentru a-l plasa ulterior pe lista celor mai bune filme ale anilor 1980, listă pe care ocupă de asemenea locul al treilea.
Reevaluări similare au fost făcute de Ebert în cazul filmelor Indiana Jones și căutătorii arcei pierdute (din 1981) și Haos (din 1985), al trilogiei Trei Culori (Albastru, Alb și Roșu), respectiv al foarte popularului Pulp Fiction, care fuseseră inițial plasate al doilea și respectiv al treilea pe lista lui Ebert din 1994. Ulterior, Ebert le-a inclus pe ambele în lista sa pentru deceniul 1990, dar în ordine inversată.